# Bombardamento dell'abbazia di Montecassino
Il bombardamento dell'abbazia di Montecassino fu un'azione di guerra avvenuta nel più ampio contesto della seconda battaglia di Cassino. Dopo il primo fallito attacco di gennaio contro le posizioni tedesche sul fiume Rapido/Gari, il comandante della 5ª Armata statunitense generale Mark Clark decise di rinnovare l'attacco a metà febbraio col doppio intento di sfondare le difese tedesche della Linea Gustav che sbarrava la Valle del Liri, e allo stesso tempo distrarre più riserve tedesche possibili dal fronte di Anzio, dove in quel momento le truppe anglo-statunitensi erano alle prese con i contrattacchi nemici contro la testa di ponte. 
In base ad errate segnalazioni, e sotto la spinta di alcuni comandanti che ritenevano l'abbazia benedettina posta in cima al rilievo di Montecassino il punto focale della resistenza tedesca nella zona, i comandi alleati in Italia ritennero opportuno distruggere il monastero tramite un bombardamento aereo in modo tale da privare i tedeschi di un importante punto di osservazione e difensivo. Nonostante il massiccio impiego dell'arma aerea il monastero non venne interamente distrutto, e le sue mura perimetrali rimaste in piedi furono immediatamente utilizzate dai tedeschi che si barricarono tra le rovine della struttura continuando ad offrire una efficace resistenza. Viceversa la mancata coordinazione alleata tra le forze aeree e terrestri non permise agli attaccanti di occupare il monastero prima del nemico, ma anzi le forze attaccanti si trovarono impelagate a combattere sulle alture ad est del monastero dove erano ancora presenti salde postazioni nemiche, mentre il contemporaneo attacco frontale verso la valle del Liri si infranse contro le difese tedesche nei dintorni dell'abitato di Cassino.
Fondata da Benedetto da Norcia nel 529 d.C., l'abbazia è il monastero più antico d'Italia, e la sua distruzione divenne uno degli avvenimenti più controversi della seconda guerra mondiale in quanto la devastazione di un manufatto dall'inestimabile valore storico e artistico avvenne senza che a tale azione corrispondesse un effettivo vantaggio tattico per le truppe alleate.

## Premesse
Dopo il difficile sbarco a Salerno e la successiva entrata nella città di Napoli, gli Alleati si trovarono a dover sfondare la linea Gustav prima di poter conquistare Roma e ricacciare verso nord le forze armate del generale Albert Kesselring. Imperniata sulla zona di Cassino, la Gustav rappresentava un sistema difensivo che collegava la parte più stretta della penisola, tra Gaeta e Ortona, strutturato in modo tale da sfruttare ogni rilievo naturale per dominare dall'alto i numerosi fiumi che attraversano l'Italia centrale, in particolare le valli fluviali del Garigliano e del Rapido dinanzi l'abitato di Cassino. La città, il cui ingresso era dominato dall'abbazia di Montecassino, rappresentava la porta alla valle del Liri, lungo la quale si estendeva la statale n° 6 Casilina che portava fino a Roma. I vantaggi difensivi naturali del terreno montagnoso attorno a Cassino erano stati migliorati dai tedeschi, che avevano rimosso edifici e alberi per creare campi di tiro, fortificato e ampliato grotte, creato ricoveri sotterranei collegati da gallerie. La Gustav non era in realtà un'unica linea, bensì un complesso di più strati difensivi con posizioni predisposte per contrattacchi immediati nel caso una o più postazioni fossero cadute in mano agli avversari.
Il campo di battaglia di Cassino era dunque dominato dalla millenaria abbazia benedettina di Montecassino, la quale svettava sulla città a circa 526 metri s.l.m., e rappresentava un punto di riferimento storico e culturale molto importante per la cristianità in Italia e nel mondo. Il monastero inoltre conservava al suo interno migliaia di opere d'arte provenienti da Napoli, Capodimonte, Siracusa e diverse altre località, spostate all'interno dell'abbazia per salvaguardarle dalla furia dei combattimenti in corso nel sud Italia fin dall'estate del 1943. E se inizialmente il monastero venne ritenuto un luogo sicuro, in quanto la sua importanza storica lo avrebbe tenuto fuori dai combattimenti, nell'ottobre dello stesso anno per iniziativa di due generali tedeschi i manufatti artistici dell'abbazia vennero in parte portati a Roma e in parte rubati e portati a Berlino. Per decisione del generale tedesco Paul Conrath Montecassino si sarebbe trasformata in un centro di resistenza; nei primi giorni di febbraio sembrò che la battaglia avrebbe potuto risparmiare l'abbazia di Montecassino; ancora il 5, i monaci benedettini poterono assistere ai combattimenti a diverse centinaia di metri dall'abbazia. Ma l'avanzata degli Alleati tolse ogni residua speranza agli abitanti di Cassino che dovettero constatare come, nonostante le rassicurazioni di entrambi i belligeranti, il monastero venisse colpito sempre più spesso dall'artiglieria di entrambi gli schieramenti.
Agli inizi del dicembre 1943 i tedeschi avevano dichiarato "zona neutrale" una fascia di 300 metri intorno a Montecassino e non vi avevano stanziato alcun soldato, ma ciò non impedì loro di utilizzare le caverne vicino alle fondamenta come magazzini per le munizioni, distruggere le costruzioni attorno al monastero e a Cassino per migliorare il campo di tiro, posizionare tutt'attorno mitragliatrici, armi pesanti e punti d'osservazione per l'artiglieria: l'abbazia, di fatto, fu integrata nel fronte difensivo della linea Gustav. Secondo i resoconti dei monaci la "zona neutrale" fu abolita già il 5 gennaio 1944 e, durante la sua pur breve esistenza, l'abate Diamare ebbe diverse occasioni per lamentarsi delle violazioni tedesche; addirittura, il 26 dicembre, fu lo stesso generale von Senger (che il giorno precedente aveva presenziato con suoi ufficiali alla messa di Natale) a dare ordine di «allestire difese fino alle mura dell'abbazia, se necessario». A ogni modo furono evacuati anche gli sfollati presenti a Montecassino, fatta eccezione per tre famiglie troppo malate, Diamare e una mezza dozzina di monaci, tra cui l'abate Martino Matronola. Tuttavia l'intensificarsi della battaglia fece sì che diverse centinaia di civili si riversassero tra le mura del monastero, considerato l'unico luogo sicuro.
Gli alleati era ben consapevoli dell'importanza internazionale dell'abbazia di Montecassino; ad ottobre 1943 il comando di Clark aveva sottolineato la necessità di preservare l'edificio, alla fine di dicembre, Dwight D. Eisenhower ribadì che sarebbe stato fatto di tutto per proteggere gli edifici di interesse storico e religioso in Italia, ma nel suo messaggio ai comandanti alleati aveva anche sottolineato che: «Se dobbiamo scegliere tra la distruzione di un edificio famoso e il sacrificio di nostri uomini, allora vita dei nostri uomini conta infinitamente di più e saranno gli edifici ad andarsene. [...] Non può esistere un argomento più forte della necessità militare». Sia in Gran Bretagna che negli Stati Uniti si iniziò a discutere sulla legittimità o meno di un'eventuale distruzione dell'abbazia: alla Camera dei lord nei primi di febbraio si parlò di questa ipotesi, e di fronte all'energico discorso dell'arcivescovo di Canterbury a favore della protezione dei «tesori d'Italia», Lord Charles Latham aveva ribattuto: «Io non desidero vedere un'Europa zeppa di monumenti culturali venerati da un'umanità in catene e in ginocchio. [...] Il popolo di questo paese non accetterà che anche uno solo dei suoi figli venga sacrificato senza necessità per salvare un edificio, qualunque questo possa essere». 

### Processo decisionale alleato
Il fallimento della prima battaglia di Cassino nel gennaio 1944 costrinse il comandante della 5ª Armata statunitense Mark Clark a rivedere i suoi piani; non più attacchi frontali ma aggiramento sulle ali, nel tentativo di sfondare la linea difensiva tedesca a sud di Roma (Linea Gustav) e penetrare con le colonne corazzate nella Valle del Liri.
Il maresciallo Harold Alexander, comandante del 15º Gruppo d'armate in Italia, si dimostrò deciso a non allentare la pressione offensiva sul fronte di Cassino a dispetto dello scacco subito, anche perché oggetto di pressioni da parte di Londra e Washington preoccupate dalla lentezza e dagli insuccessi nella campagna d'Italia. Il 3 febbraio Alexander mise insieme il Corpo d'armata neozelandese al comando del tenente generale Bernard Freyberg e lo mise a disposizione della 5ª Armata: la grande unità era formata dalla 2ª Divisione neozelandese al comando del maggior generale Howard Kippenberger, dalla 4ª Divisione indiana del maggior generale Francis Tucker (che il 6 febbraio, per questioni di salute, cedette il comando al pari grado Harry K. Dimoline), dalla 78ª Divisione fanteria britannica al comando del maggior generale D.C. Butterworth (giunta al fronte solo il 17 a causa della neve che cadeva sul versante adriatico) e rimpiazzò temporaneamente il II Corpo d'armata statunitense inviato nelle retrovie per ricostituire le file dopo le pesanti perdite subite nell'assalto di gennaio. La 5ª Armata statunitense in quel momento era formata da cinque corpi d'armata: due statunitensi (II e VI Corps, quest'ultimo ad Anzio), uno britannico (X Corps), uno francese (Corps expéditionnaire français en Italie) e appunto, quello neozelandese.

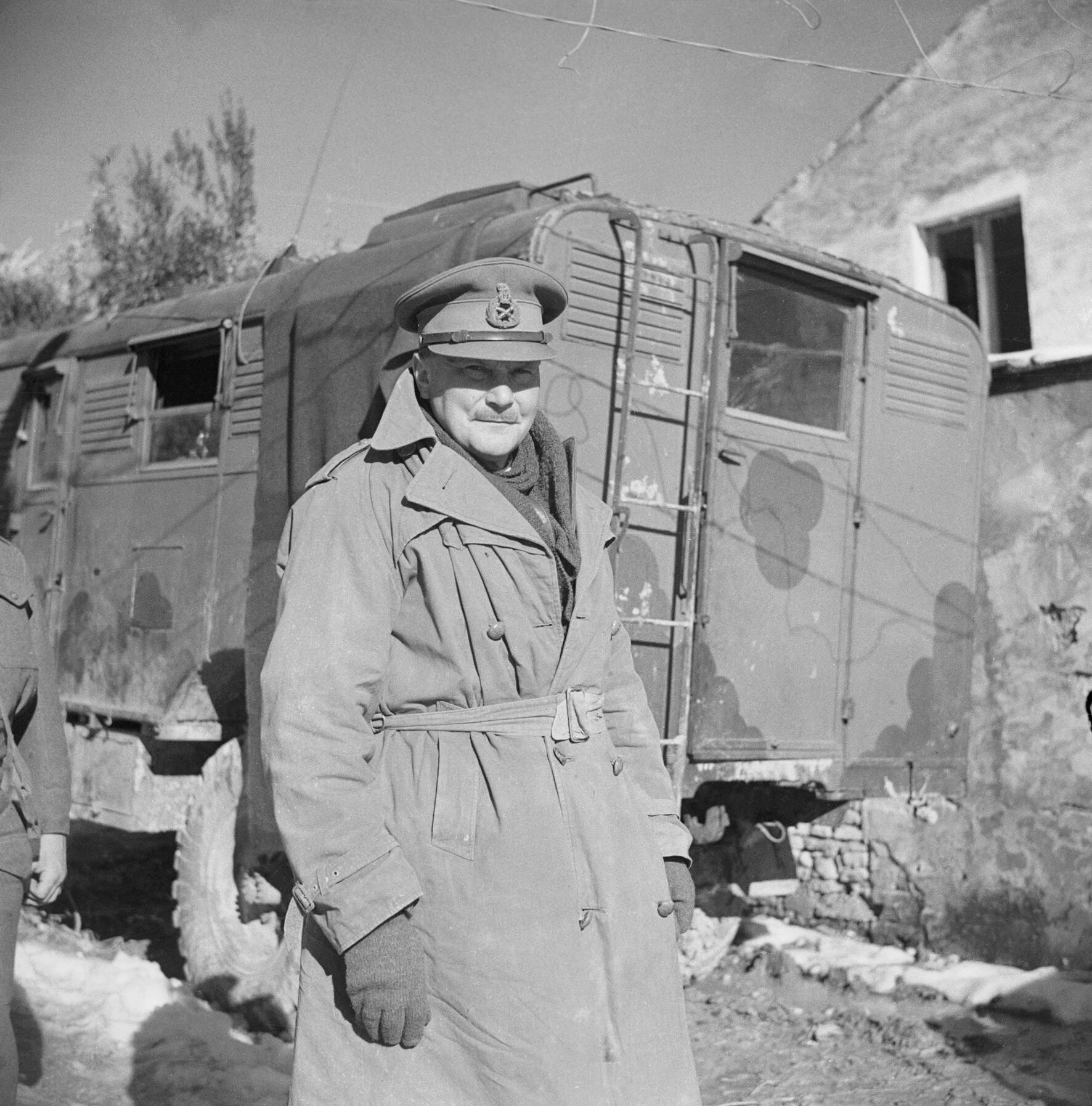
Il generale neozelandese Bernard Freyberg, uno dei maggiori sostenitore del bombardamento dell'abbazia di Montecassino

Clark era consapevole della larga autonomia decisionale concessa dai britannici alle forze armate neozelandesi e allo stesso Freyberg. Questi era direttamente agli ordini del primo ministro neozelandese e lo rappresentava sul campo di battaglia; inoltre la divisione neozelandese, come tutte le altre forze del Commonwealth, era stata inviata a combattere dal proprio governo e poteva essere richiamata in ogni momento. L'Australia lo aveva già fatto allo scoppio della guerra nel Pacifico e anche l'opinione pubblica neozelandese favoriva una simile scelta. D'altronde una nazione di appena 2 milioni di abitanti e con il 10% della popolazione sotto le armi non poteva sostenere perdite troppo elevate. Fu proprio l'intervento di Freyberg a far sì che la divisione fosse mantenuta in Europa: Alexander poté così risolvere la penuria di uomini sul fronte di Cassino ma dovette preservare la completa autonomia dei neozelandesi.
Fin dal suo arrivo al fronte, Freyberg riferì al suo governo: «Siamo senza dubbio di fronte ad una delle operazioni più difficili tra tutte le nostre battaglie», e aveva avvertito il generale Clark che forse sarebbe stato necessario «buttare giù» il monastero.
Il nuovo piano elaborato dai comandi alleati prevedeva in origine un attacco dei neozelandesi attraverso le montagne a nord di monte Castellone, ma vi erano forti dubbi sulla possibilità di rifornire e sostenere truppe in posizioni così avanzate attraverso il terreno aspro e ricoperto di neve, e trasferire truppe in quel settore avrebbe richiesto del tempo che i comandi alleati non avevano, ansiosi di lanciare l'attacco in modo tale da alleggerire la pressione tedesca sulla testa di sbarco alleata ad Anzio. Su iniziativa di Freyberg, sicuro dei suoi uomini, si decise quindi di utilizzare i neozelandesi in un attacco frontale fondamentalmente simile al piano di gennaio: la 4ª Divisione indiana avrebbe assaltato il monastero da est, liberato l'altura e sarebbe discesa nella valle del Liri, mentre la 2ª Divisione neozelandese avrebbe passato il Rapido appena a nord di Sant'Angelo, preso Cassino e aperto l'accesso alla valle alla 1ª Divisione corazzata che si sarebbe precipitata alla testa di sbarco di Anzio. Era opinione comune che, con forze fresche, l'operazione avrebbe avuto successo.
Secondo il generale Tucker, comandante della divisione indiana, il piano concepito aveva limitate possibilità di successo, e come il generale francese Alphonse Juin, era più propenso ad un ampio movimento di aggiramento di Montecassino. Tucker sosteneva inoltre che un attacco, se dovesse essere frontale, avrebbe dovuto essere appoggiato da un intenso e sostenuto concentramento di fuoco, che oltre all'artiglieria avrebbe dovuto fare ricorso al bombardamento aereo. Se si fosse optato definitivamente al piano voluto da Freyberg però, anche Tucker in quel caso sostenne l'eventuale necessità di bombardare il monastero, ritenuto il punto focale della difesa tedesca.
Secondo Juin il modo più efficace per spalancare la Valle del Liri non era cannoneggiare le postazioni tedesche meglio difese, bensì entrare negli spazi di monte Cairo dove le postazioni tedesche erano più deboli e la manovra avvolgente aveva maggiori possibilità di prendere i nemici di sorpresa. Sia Tucker che Juin credevano che le esperte truppe indiane, adatte alla guerra in montagna, potevano surclassare i battaglioni tedeschi posti ai rilievi a nord-est di Montecassino, e i problemi logistici sollevati a favore di un nuovo attacco frontale si sarebbero potuti risolvere utilizzando le forze francesi per trasportare i rifornimenti. 
Quando il piano di Freyberg fu confermato, Tucker - che durante i giorni decisivi fu impossibilitato a esporre le sue ragioni contro il bombardamento a causa di una febbre reumatoide  - pretese la neutralizzazione del monastero. Secondo lo storico William G.F. Jackson infatti: «Nessun comandante di coscienza avrebbe potuto chiedere alle sue truppe di avanzare contro quell'enorme edificio se prima non avesse fatto tutto il possibile per assicurarsi che esse non sarebbero state falciate dalle mitragliatrici tedesche piazzate all'interno o sui pendii circostanti». 
In quei giorni di discussioni serrate Henry Maitland Wilson - comandante supremo alleato nel Mediterraneo - e Jacob Devers - comandante dell'European Theater of Operations, United States Army (ETOUSA) - sorvolarono il monastero con un ricognitore, dichiarando entrambi di aver visto antenne radio all'interno dell'edificio, rafforzando così l'opinione che all'interno dell'abbazia si fossero installati i tedeschi. 
Anche dagli uomini sul campo confermavano che l'abbazia era occupata dai tedeschi: fu sentito fuoco di armi leggere nelle immediate vicinanze dell'edificio e il 13 febbraio, quando si seppe che il bombardamento sarebbe stato rinviato per maltempo, anche il generale Ira C. Eaker - comandante supremo delle forze aeree alleate nel Mediterraneo - sorvolò il monastero e credette di vedere un'antenna radio e uomini in divisa entrare e uscire. 
Alla sera dell'11 febbraio il sostituto di Tucker, Harry K. Dimoline, inoltrò la richiesta di bombardare l'abbazia a Freyberg: «È stato richiesto che tutti gli edifici e tutti i punti che si sospetta siano capisaldi avversari sull'obiettivo e nelle sue vicinanze, compreso il monastero, vengano sottoposti a intenso bombardamento da questo momento in poi».

Le direttrici d'attacco durante la seconda battaglia di Cassino

Il 12 Freyberg presentò ufficialmente la richiesta di bombardare l'abbazia, forte di aver ricevuto anche diverse testimonianze circa la presenza di osservatori tedeschi nell'abbazia. Trovandosi ad Anzio, Clark fu avvertito dal suo vice, il maggior generale Alfred Gruenther, il quale gli trasmise il messaggio di Freyberg: «Voglio che sia bombardato [...] Gli altri obiettivi non contano, ma questo è di importanza vitale. Il comandante di divisione che conduce l'attacco lo ritiene un obiettivo essenziale e io sono completamente d'accordo con lui». Gruenther contattò Clark e tutti i comandi di terra statunitensi, nessuno dei quali trovava giustificato quel bombardamento; il generale Keyes, anzi, ammonì a non procedere con il bombardamento perché il monastero distrutto avrebbe accresciuto il suo valore militare, in quanto i tedeschi si sarebbero sentiti liberi di farne una barricata. Clark, nelle sue memorie, scrisse che se Freyberg fosse stato un suo subordinato avrebbe semplicemente respinto la sua richiesta, ma che «alla luce del desiderio degli inglesi di trattare i neozelandesi con molta diplomazia e con molto tatto» era stato costretto a rimandare la decisione chiedendo il parere di Alexander. Questi diede istintivamente ragione al neozelandese affermando che «Quando i soldati stanno combattendo per una giusta causa e sono pronti ad affrontare anche la morte e la mutilazione, non si può permettere che dei mattoni e dell'intonaco, per quanto venerandi, abbiano un peso di fronte a vite umane». 
Freyberg comunque non poteva ordinare personalmente il bombardamento, Clark rimaneva comunque l'unico a poter dare l'ordine esecutivo e, seppur contrario, cedette alle pressioni politiche e alla motivazione di Freyberg, che rincarò con due argomentazioni. Gli fece notare che se avesse rifiutato il bombardamento del monastero si sarebbe dovuto accollare la responsabilità di un eventuale fallimento dell'attacco; poi si richiamò alla "necessità militare" che il comandante supremo Eisenhower aveva postulato quale discrimine imprescindibile di fronte alla scelta se sacrificare i soldati alleati o salvaguardare l'eredità artistico-culturale italiana. 
L'accenno alla "necessità militare" tolse ogni possibilità a Clark di opporsi a Freyberg e, dopo aver ricevuto l'approvazione dai vertici, il bombardamento dell'abbazia fu fissato per il 13 febbraio. Il monastero era stato fondato nel VI secolo d.C. con spiccate funzioni difensivo-militari e perciò possedeva mura di notevole spessore, che si ergevano sulla roccia presentando una facciata liscia e insormontabile. L'unico ingresso era il portone principale. Poiché i bombardieri medi non potevano trasportare un quantitativo sufficiente di esplosivo a sbriciolare le massicce mura, si dovettero impiegare i quadrimotori Boeing B-17 Flying Fortress della forza aerea strategica; siccome erano apparecchi progettati per attacchi da alta quota, il bombardamento sarebbe dovuto avvenire in una giornata serena per mirare a un obiettivo tanto piccolo. Le difficoltà di coordinamento tra forze di terra e aeree erano state valutate, ma le tecniche per un'operazione del genere non erano ancora state ben sperimentate appieno: quindi si scartò l'idea di sincronizzare strettamente l'incursione aerea e l'offensiva terrestre.
In generale per i comandi anglo-statunitensi il monte costituiva un obiettivo militare unico, e non si poteva discernere tra abbazia e rilievo geografico, come scrisse Tucker: «Sia o non sia ora il monastero occupato da una guarigione tedesca, è sicuro che sarà difeso come torrione dal resto della guarnigione in postazione. É dunque essenziale altresì che l'edificio sia demolito in modo da prevenire una sua effettiva occupazione al momento opportuno». La questione non era se i tedeschi fossero nell'abbazia in quel momento, piuttosto se si potesse andare all'attacco di un edificio con mura spesse cinque metri e una sola porta. Anche il comandante della 2ª Divisione neozelandese, Howard Kippenberger, fu d'accordo con Tucker: «[...] non sembrava che sarebbe stato difficile per il nemico portarvi truppe di riserva durante il procedere dell'attacco, o per le truppe trovarvi riparasse condotte dalle postazioni esterne. Era impossibile chiedere alle truppe di assaltare una montagna sormontata da un edificio intatto come quello [...]».
Anche Alexander nelle sue memorie ammise che la distruzione del monastero era «necessaria più per l'effetto che avrebbe avuto sul morale degli attaccanti che per ragioni puramente pratiche», e come scrive lo storico Matthew Parker, «[...] l'imponente abbazia che incombeva su di loro con le sue finestrelle carcerarie era diventata una presenza maligna» da cui i tedeschi potevano controllare ogni centimetro della valle sottostante.

## Il bombardamento

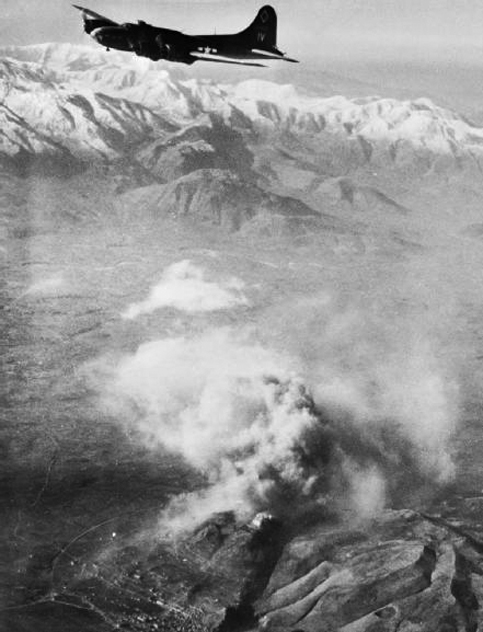
Un Boeing B-17 Flying Fortress mentre sorvola l'abbazia il 15 febbraio

Il maltempo costrinse a rinviare il bombardamento alla mattina del 15 febbraio; intanto, il 14, si fecero esplodere sopra l'abbazia proiettili di artiglieria contenenti volantini che avvisavano dell'imminente distruzione del monastero. Quando la notizia arrivò agli sfollati, alcuni fuggirono nelle grotte vicine, altri si ripararono nei sotterranei e altri furono rischiosamente evacuati nella notte dai tedeschi. Alle 09:45 dell'assolato 15 febbraio la prima ondata di 142 B-17 Flying Fortress della Fifteenth Air Force sganciò 253 tonnellate di bombe ad alto potenziale e incendiarie, seguita da una seconda ondata di 47 bimotori North American B-25 Mitchell e 40 bimotori B-26 Marauder della Mediterranean Allied Air Forces che sganciò altre 100 tonnellate di bombe a partire dalle 13:00. Gli attacchi aerei furono seguiti da un poderoso tiro di artiglieria. L'effetto sull'edificio fu drammatico: un tenente tedesco riferì che fu come se «[...] la montagna si fosse disintegrata, scossa da una mano gigantesca» e lo stesso generale Clark scrisse che «Avevo visto l'antica abbazia solo da lontano, ma quella mattina mentre le salve tuonanti delle esplosioni parevano spaccare il monte, fui certo che non l'avrei mai più potuta vedere da vicino». Verso le 12:00 il generale von Senger inviò il seguente telegramma al generale von Vietinghoff: «La 90ª Divisione granatieri corazzati riferisce che l'Abbazia di Monte Cassino è stata bombardata il 15 febbraio alle 9:30 da 31 quadrimotori; alle 9:40 da 34; alle 10:00 da 18. I danni non sono stati ancora calcolati. L'attacco era stato preannunciato dal lancio di manifestini che asserivano, a giustificazione, che nell'interno dell'Abbazia vi erano armi automatiche. Il responsabile del settore di Cassino, colonnello Karl Lothar Schultz, comandante del 1º Reggimento di paracadutisti, a tal proposito riferisce che le truppe non avevano piazzato armi dentro il Monastero». Nel pomeriggio monaci e civili incominciarono a lasciare i loro rifugi, ma altri rimasero nascosti fra le macerie. Non si seppe mai quanti tra i civili affluiti a Montecassino (tra i 1 000 e i 2 000) siano rimasti uccisi; nel 1977 uno storico locale sostenne che perirono circa 230 persone e altre valutazioni hanno alzato il numero di diverse centinaia. Eppure tutte le testimonianze di coloro che rimasero coinvolti nel bombardamento concordano nel dire che la maggior parte dei profughi sopravvisse. In ogni caso, le vittime furono unicamente civili e non fu mai raccolta prova di eventuali vittime tedesche.
La sera stessa il tenente tedesco Daiber si recò sulle rovine dell'abbazia, dove trovò alcuni monaci e chiese all'abate di firmare una nota in cui veniva confermato che al momento del bombardamento non vi era nessun tedesco all'interno dell'abbazia. Il mattino seguente i monaci vennero radunati e portati al quartier generale di von Senger e il generale tedesco il giorno successivo li inviò al monastero benedettino di Sant'Anselmo. Durante il percorso la piccola colonna venne intercettata dalle SS, che caricarono l'abate Diamare su un camion diretto ad una stazione radio dove dovette fare una dichiarazione sulla differenza tra il comportamento dei tedeschi e degli Alleati; infine venne trascinato all'ambasciata tedesca in Vaticano dove gli fu chiesto di firmare un memorandum propagandistico contro gli Alleati, cosa che rifiutò di fare.
Ovviamente i tedeschi utilizzarono il bombardamento a loro vantaggio sia militarmente sia in ambito propagandistico. Le rovine dell'abbazia e le spesse mura perimetrali ancora in piedi furono rapidamente occupate dagli uomini di von Senger e gli operatori dell'esercito inviarono a Berlino le riprese delle macerie fumanti che il ministro della propaganda del Terzo Reich, Joseph Goebbels, non esitò a utilizzare per dare credito al leit-motiv della barbarie alleata contro la missione civilizzatrice tedesca. 
Concluso il bombardamento, emersero subito gravi falle nella pianificazione degli Alleati. In primo luogo le basi murarie del monastero erano ancora intatte, e perciò non si era creato nessun facile accesso, in secondo luogo si ravvisò l'impreparazione delle truppe destinate a condurre l'assalto all'altura. Infatti il generale Dimoline, comandante della divisione indiana, aveva ripetutamente chiesto al generale Freyberg di rimandare l'attacco al 16 febbraio, perché pochi giorni prima i suoi uomini avevano avvisato che Quota 593 era saldamente in mani tedesche (e non statunitensi come si pensava): avevano perciò bisogno di più tempo per organizzarsi. Ma l'urgenza creata dal pericoloso contrattacco tedesco ad Anzio (operazione Fischfang), le favorevoli condizioni meteorologiche e il mancato coordinamento fecero sì che la richiesta venne accantonata. Il bombardamento, anzi, prese del tutto alla sprovvista gli indiani e alcune loro compagnie, ancora stanziate in vista del monastero, riportarono perdite a causa degli ordigni. Nel pomeriggio del 15 febbraio Freyberg ordinò l'attacco all'abbazia, ma i comandanti al fronte si rifiutarono: spiegarono che, finché Quota 593 fosse stata presidiata dai tedeschi, qualsiasi movimento verso Montecassino sarebbe stato fermato dal fuoco di fiancheggiamento proveniente dall'altura. Fu dunque giocoforza affidare la conquista di Quota 593 agli uomini del battaglione "Sussex", programmato per l'imbrunire; fu preceduto da una seconda incursione sull'abbazia, ma, dato che nessuno conosceva la reale consistenza dei difensori di Quota 593, gli indiani effettuarono un primo attacco alla cieca e furono respinti. Una seconda offensiva, scattata dopo aver ricevuto i rifornimenti portati dai muli lungo difficili mulattiere, si infranse contro i robusti capisaldi costruiti dai granatieri corazzati della 90ª Divisione tedesca e costò grosse perdite. In quelle due notti più del 50% degli uomini del "Sussex" impegnati rimase ucciso o ferito.
Con la grave situazione che si stava delineando nella testa di ponte ad Anzio, il generale Clark sollecitò Freyberg a rinnovare gli attacchi su Cassino pur di attirare riserve tedesche. Il generale neozelandese ordinò un nuovo assalto al monastero e simultaneamente un attacco nella valle del Liri da parte della 2ª Divisione neozelandese. I neozelandesi furono sconfitti e costretti a ripiegare sui punti di partenza con gravi perdite: dei 200 uomini partiti all'attacco il 17, ben 130 erano rimasti uccisi o feriti, mentre le truppe indiane si trovarono subito in grosse difficoltà; Quota 593 fu conquistata solo parzialmente e, sottoposti a un terribile tiro incrociato da Quota 593 e da quelle davanti a loro, i Gurkha furono costretti a ritirarsi; con la luce del giorno si decise di rinunciare definitivamente all'attacco dopo aver subito perdite molto gravi. Il 18 febbraio la battaglia ebbe termine e i tedeschi rimasero i padroni del campo; per di più  il generale von Senger poté trasformare i resti dell'abbazia in una fortezza inespugnabile. Per i tedeschi si trattò di una netta vittoria difensiva, amplificata dai successi ottenuti ad Anzio dalla 14ª Armata negli stessi giorni, le cui unità stavano penetrando pur a fatica verso la costa.

## Analisi e conseguenze
(E.D. Smith, Battle for Cassino)

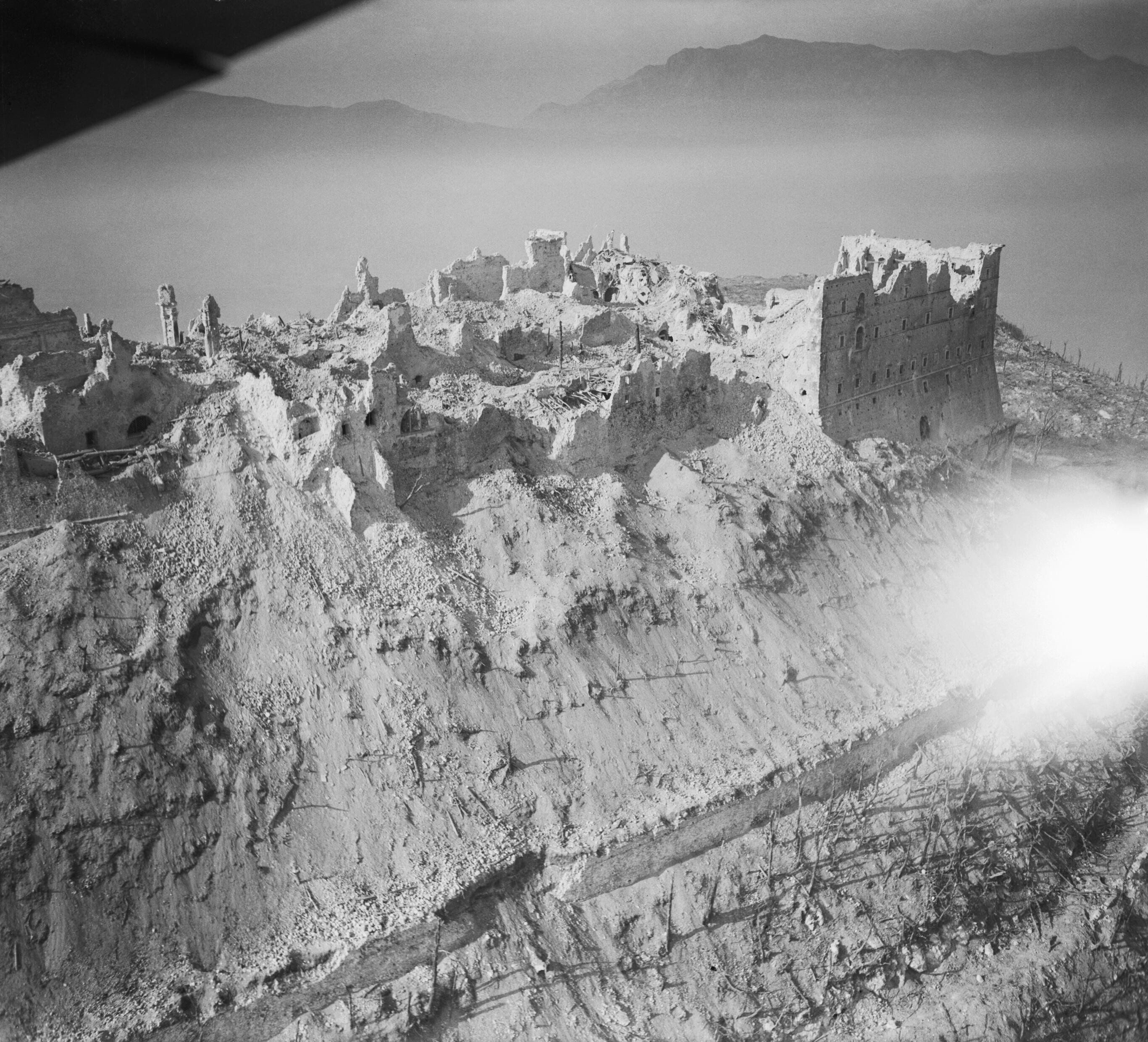
Foto aerea dell'abbazia al termine dei combattimenti

Il bombardamento dell'abbazia, secondo lo storico Morris, non si trattò in sé di un grave errore tattico: la vera deficienza fu di carattere operativo, in quanto tutta l'operazione fu funestata dalla completa mancanza di coordinazione fra l'attacco aereo e quello terrestre.
Anche secondo William G.F. Jackson, se si fosse coordinata meglio l'azione aero-terrestre, probabilmente la 4ª Divisione indiana avrebbe avuto migliori possibilità di conquistare le rovine del monastero in scia del bombardamento e le rovine sarebbero state utilizzate dagli Alleati invece che dai tedeschi in qualità di posizione difensiva. Per questo l'argomento addotto da Mark Clark nel tentativo di addossare la colpa ai comandi britannici, secondo il quale il monastero dopo il bombardamento fu una postazione difensiva migliore di quando era intatto, sempre secondo Jackson non è valido. Se «considerazioni di ordine politico, umanitario ed estetico impedivano la distruzione del monastero, allora la 4ª Divisione indiana non avrebbe dovuto ricevere l'ordine di attaccare Montecassino partendo dalle postazioni della Testa di Serpente. Si sarebbe dovuto trovare un'altra strada per giungere a Roma, o un altro modo per alleggerire la pressione su Anzio», altra strada che venne percorsa solo a maggio, durante l'ultima battaglia di Cassino, attraverso i monti Aurunci.
Critiche sono state rivolte inoltre all'organizzazione e all'attuazione del bombardamento stesso. Lo spessore delle mura imponeva l'utilizzo dei bombardieri pesanti della forza aerea strategica e, poiché questi apparecchi dovevano attaccare da alta quota, era necessario avere tempo sereno per colpire un obiettivo puntiforme. Da qui le difficoltà di coordinare una forza aerea strategica con unità terrestri con compiti tattici, che fece propendere i comandi a considerare il bombardamento come un'operazione a se stante, senza alcun tentativo di coordinarlo con le forze di terra. La data dell'attacco quindi dipese dal meteo piuttosto che dalla disponibilità della 4ª Divisione indiana ad attaccare; da qui i grossi problemi avuti dalle forze indiane impossibilitate di fatto ad attaccare il monastero ed occuparne le rovine perché occupate a combattere contro i caposaldi tedeschi su quota 593 che bloccavano la strada verso il monastero.
Anzi, la 4ª Divisione rimase sorpresa dal bombardamento, dato che i comandi vennero informati solo quindici minuti prima che i bombardieri comparissero in cielo, tanto che un comandante del reggimento Royal Sussex esclamò: «L'hanno detto ai monaci, l'hanno detto al nemico, ma non a noi!».
Gli Alleati sostennero fin da subito che la colpa della distruzione dell'abbazia andava attribuita ai tedeschi che avevano occupato il monastero e l'avevano trasformato in una fortezza, mentre per Kesselring e la propaganda nazista la notizia che i tedeschi occupassero la struttura era priva di ogni fondamento e la responsabilità era solo e unicamente «dei militari americani privi di ogni cultura» e dei metodi di guerra «anglosassoni e bolscevichi che hanno un unico scopo: distruggere le tracce venerande della cultura europea». Ad ogni modo, anche se nel dopoguerra fu appurato che il monastero era privo di truppe tedesche al suo interno, all'epoca era impossibile accertarlo, e l'unica cosa certa è che i tedeschi inglobarono l'abbazia di Montecassino nel loro sistema difensivo, facendone un caposaldo e creando numerose postazioni difensive tutt'attorno ad essa. Secondo Jackson, «se i tedeschi avessero veramente voluto dimostrare il loro grande rispetto per l'edificio, non avrebbero dovuto includerlo nel sistema difensivo del più munito settore della linea Gustav».

### Esplicative
1. ↑  Il 14 ottobre giunse a Cassino il tenente colonnello austriaco Julius Schlegel della divisione "Hermann Göring" che, prima della guerra, era uno storico dell'arte e bibliotecario. Prospettò all'abate Gregorio Diamare il pericolo che correva l'Abbazia di Montecassino, che di lì a poco si sarebbe trovata al centro del fronte tedesco e riuscì dunque a far mettere al sicuro gran parte dei tesori lì custoditi, che furono consegnati l'8 dicembre in Vaticano. Nonostante le accortezze dei monaci, circa quindici casse piene di opere d'arte raggiunsero comunque Berlino. L'evacuazione delle opere d'arte fu ampiamente strumentalizzata dalla propaganda tedesca. Vedi: Atkinson, p. 468, Parker, p. 59, von Senger, p. 285.

### Bibliografiche
1. ↑   MiBACT, Abbazia di Montecassino, su storico.beniculturali.it. URL consultato il 9 aprile 2023.
2. ↑  Parker, pp. 17-55.
3. ↑  Parker, p. 17.
4. ↑   Il salvataggio dei beni artistici e culturali di Montecassino e depositati a Montecassino, su cdsconlus.it, Centro Documentazione e Studi Cassinati. URL consultato il 13 gennaio 2019.
5. 1 2  Hapgood-Richardson, p. 140.
6. 1 2 3  Parker, p. 195.
7. ↑  Hapgood-Richardson, p. 257.
8. ↑  Parker, p. 196.
9. ↑  Atkinson, p. 470.
10. ↑  Hapgood-Richardson, p. 149.
11. ↑  Morris, p. 314.
12. ↑  Parker, p. 190.
13. ↑  Hapgood-Richardson, pp. 152-153.
14. ↑  Morris, p. 319.
15. ↑  Parker, p. 192.
16. ↑  Parker, p. 193.
17. 1 2 3  Parker, p. 197.
18. ↑  Parker, pp. 193-194.
19. ↑  Parker, p. 194.
20. ↑  Jackson, p. 241.
21. ↑  Jackson, p. 242.
22. ↑  Morris, p. 317.
23. 1 2  Parker, pp. 197-198.
24. ↑  Hapgood-Richardson, pp. 156-157.
25. ↑  Clark, p. 337.
26. ↑  Parker, pp. 196-197.
27. ↑  Clark, p. 336.
28. ↑  Parker, pp. 194-195.
29. ↑  Parker, p. 199.
30. ↑  Jackson, p. 244.
31. ↑  Parker, p. 198.
32. ↑  Parker, pp. 199-200.
33. ↑  Parker, p. 206.
34. ↑  Clark, p. 339.
35. ↑  Blumenson, p. 12.
36. ↑  Hapgood-Richardson, pp. 219-220.
37. ↑  Hapgood-Richardson, p. 220.
38. 1 2  Parker, p. 208.
39. ↑  Parker, p. 209.
40. ↑  Parker, p. 210.
41. ↑  von Senger, p. 289.
42. ↑  Parker, pp. 213-215.
43. ↑  Morris, pp. 321-322.
44. ↑  Parker, p. 222.
45. 1 2 3  Morris, p. 322.
46. ↑  Parker, pp. 218-219.
47. ↑  Parker, p. 223.
48. ↑  Morris, p. 313.
49. ↑  Jackson, pp. 243-244.
50. ↑  Jackson, pp. 245-246.
51. ↑  Atkinson, p. 515.
52. ↑  Parker, p. 208.
53. ↑  Jackson, p. 243.